# Municipio de Salt River (condado de Adair)
El municipio de Salt River (en inglés: Salt River Township) es un municipio ubicado en el condado de Adair en el estado estadounidense de Misuri. En el año 2010 tenía una población de 1043 habitantes y una densidad poblacional de 7,17 personas por km².

## Geografía
El municipio de Salt River se encuentra ubicado en las coordenadas 40°10′2″N 92°25′10″O / 40.16722, -92.41944. Según la Oficina del Censo de los Estados Unidos, el municipio tiene una superficie total de 145.45 km², de la cual 145,43 km² corresponden a tierra firme y (0,02 %) 0,02 km² es agua.

## Demografía
Según el censo de 2010, había 1043 personas residiendo en el municipio de Salt River. La densidad de población era de 7,17 hab./km². De los 1043 habitantes, el municipio de Salt River estaba compuesto por el 97,41 % blancos, el 0,29 % eran amerindios, el 0,58 % eran asiáticos y el 1,73 % eran de una mezcla de razas. Del total de la población el 0,29 % eran hispanos o latinos de cualquier raza.